# Дальгард, Олав
Олав Дальгард (род. 19 июня 1898 — 25 декабря 1980) — норвежский писатель, историк литературы и искусства, кинорежиссер и педагог.

## Биография
Дальгард Олав Ханссен родился в Фоллдале, в Хедмарке, Норвегия.
Получил степень магистра литературы и истории искусства в Университете Осло в 1929 году. Он был сторонником использования нюнорска и был председателем ассоциации студентов нюнорска. Олав был участником движения Мот Даг.
Дальгард работал литературным критиком в газетах Dagbladet и Arbeiderbladet. Дальгард стал драматическим советником и инструктором Det Norske Teateret в 1931 году и проработал в театре 48 лет.
Он изучал кино в Советском Союзе и в 1930-х годах снял несколько фильмов с социалистическим посланием. Дальгард также принимал активное участие в культурной деятельности Норвежской рабочей партии. Во время оккупации Норвегии нацистской Германией Дальгард был арестован в 1942 году, содержался в качестве политического заключенного немецкими властями и был отправлен в концлагерь Заксенхаузен.
Дальгард участвовал в создании Норвежского института кино и был членом государственного совета по кинематографии. Среди его самых известных работ — «Грир и Норден» (1939). Дальгард написал сценарий и снял фильм, инсценировавший забастовку спичечных рабочих в Кристиании 1889 года (fyrstikkarbeiderstreiken). Он также написал ряд книг о театре и кино, а также биографии, в том числе «Teateret frå Aiskylos til Ibsen» (1948), «Filmskuespillet — sakprosa» (1951), «Teateret i det 20. hundreåret — sakprosa».
Дальгард был председателем Норвежской ассоциации литературных критиков с 1953 по 1955 год и президентом Норвежской ассоциации гуманистов с 1965 по 1977 год. С 1961 года Далгард получил правительственную стипендию. Он преподавал историю театра в Норвежской национальной академии театра (Statens teaterhøgskole) и на факультете театрального искусства Университета Осло.

## Работы
- Europeisk drama frå antikken til realismen (1972) ISBN 9788252100204
- Politikk, kunstliv og kulturkamp i mellomkrigstida (1973) ISBN 82-10-00776-9
- Teatret frå Aiskylos til Ibsen (1974) ISBN 9788252103908
- Teatret i det 20.hundreåret (1976) ISBN 9788252106077
- Krig og etterkrigsproblem (1978) ISBN 82-10-01473-0